# Карден, Пьер
Пьер Карде́н (фр. Pierre Cardin, итал. Pietro Cardin; 2 июля 1922, Сан-Бьяджо-ди-Каллальта, Италия — 29 декабря 2020, Нёйи-сюр-Сен, Франция) — французский модельер итальянского происхождения. Владелец ресторана «Максим» и одноимённой торговой марки, один из самых крупных собственников во Франции. Посол доброй воли ФАО (2009—2020).

## Биография
Начинал как театральный художник. В 1946 году создал костюмы для фильма Жана Кокто «Красавица и чудовище». С 1947 года работал в ателье у Кристиана Диора, в 1950 году основал собственный дом моды. Диор напутствовал начинающего модельера словами «Пьер, продавайте дорого — талант должен быть оплачен».
Предпочитал абстрактный, геометризованный дизайн, один из первопроходцев стиля унисекс (коллекция 1958 года), считался авангардистом от моды. В 1960 году нарушил традиционный подход к моде как искусству для женщин, создав первую коллекцию мужской одежды. Был одним из первых, кто занялся джинсовым направлением, одеждой для молодёжи и детей.
Карден был первым кутюрье, который начал продавать свои платья и духи по более низким ценам, сделав их более доступными широкому кругу потребителей. Был исключён из Синдиката высокой моды за то, что начал продавать одежду своей марки в универмаге «Прентан» — однако его примеру последовали многие, и спустя десятилетие в крупнейших парижских универмагах были уже представлены все имена французской высокой моды.
Модельером запатентовано более 500 изобретений, таких как цветные чулки и высокие сапоги, мини-сарафаны, галстуки «в цветочек», длинные пиджаки без воротника, узкие брюки на пуговицах, первоначально созданные для «Битлз».
В 1970 году Карден создавал дизайн для НАСА. Во время своего визита туда он стал единственным человеком, примерившим скафандр Базза Олдрина, в котором тот впервые в истории человечества ступил на Луну.
Автор одноимённого бренда парфюмерии Pierre Cardin, который был популярен в СССР и России с 1970-х по 2000-е гг.
В том же 1970 году приобрёл в собственность парижский театральный комплекс Café des Ambassadeurs, переименовал его в свою честь — Espace Pierre Cardin — и занялся театральным продюсированием. Как продюсер последнего гастрольного тура Марлен Дитрих, предоставил для её парижских выступлений концертный зал своего комплекса.
В 1975 году открыл свой первый мебельный бутик в Париже, на улице Фобур-Сент-Оноре.
Одной из «муз» модельера была балерина Майя Плисецкая. Специально для неё Карден создал костюмы Анны («Анна Каренина», 1972), Марьи Николаевны Полозовой («Фантазия», телефильм по мотивам «Вешних вод» Тургенева), Нины Заречной («Чайка», 1980), Анны Сергеевны («Дама с собачкой», 1985), а также различные вечерние платья и повседневные ансамбли, которые он всегда преподносил артистке в подарок. После того, как Плисецкая начала работать в Германии и стала хорошо зарабатывать, она по собственному желанию оплатила модельеру все его подношения.
17 сентября 2009 года Карден был объявлен послом доброй воли Продовольственной и сельскохозяйственной организацией ООН. Церемония состоялась в Риме 16 октября того же года.
Скончался 29 декабря 2020 года в клинике города Нёйи-сюр-Сен. Причина смерти не была названа.

### Личная жизнь
Кардена связывали длительные отношения с актрисой Жанной Моро, однако они так и не поженились. Партнёром Кардена в жизни и в бизнесе на протяжении более чем 40 лет был Андре Оливер.

### Состояние
Пьер Карден — владелец многочисленной недвижимости вокруг Елисейского дворца в VIII округе Парижа, которую он скупал на протяжении многих лет.

## Работы

### В театре
- 1963 — «Дама с камелиями» А. Дюма, постановка и декорации Франко Дзеффирелли, в главной роли Сюзан Страсберг (автор женских костюмов; Бродвей, Нью-Йорк).
- 2009 — «Портрет» по повести Н. Гоголя, режиссёр Нина Чусова (головные уборы; Свободный театр Нины Чусовой)[10].

### В кино
- 1956 — «Дамский портной[фр.]», режиссёр Жан Буайе (совместно с Марселем Эскофье).
- 2019 — «Дом Пьера Кардена», режиссёр П. Дэвид Эберсоул, Тодд Хьюз.

## Признание
- Пьер Карден стал первым представителем мира моды, избранным в члены Французской академии изящных искусств.
- Лондонский Музей Виктории и Альберта (Великобритания) провёл персональную ретроспективную выставку Пьера Кардена, отобрав для неё 100 лучших моделей разного периода.

### Награды

#### Во Франции
- 1983 — Кавалер ордена искусств и литературы
- 1983 — Кавалер ордена Почётного легиона
- 1985 — Командор Национального ордена «За заслуги»
- 1991 — Офицер ордена Почётного легиона
- 1996 — Командор ордена Почётного легиона
- 2001 — Большая золотая медаль SEP

#### За рубежом
- 2 июня 1976 — Командор ордена «За заслуги перед Итальянской Республикой»
- 23 сентября 1987 — Великий офицер ордена «За заслуги перед Итальянской Республикой»
- 1991 — Орден Священного сокровища II класса (Япония)
- 2 декабря 1999 — Орден «За заслуги» III степени (Украина) — за весомый личный вклад в укрепление украинско-французских отношений путём народной дипломатии, активную благотворительную деятельность[11]
- 16 октября 2002 — Орден Франциска Скорины (Белоруссия) — за значительный вклад в развитие белорусско-французских отношений в области культуры и оказанную помощь в преодолении результатов аварии на Чернобыльской АЭС[12]
- 9 мая 2005 — Медаль «В память 300-летия Санкт-Петербурга» (Россия)[13]
- 18 ноября 2007 — Командор ордена Культурных заслуг (Монако)[14]
- 24 октября 2013 — Орден Дружбы (Россия) — за большой вклад в укрепление дружбы и сотрудничества с Российской Федерацией, развитие научных и культурных связей[15]
- Также с ноября 2008 года являлся почётным членом Российской академии художеств[16].